# Снітове

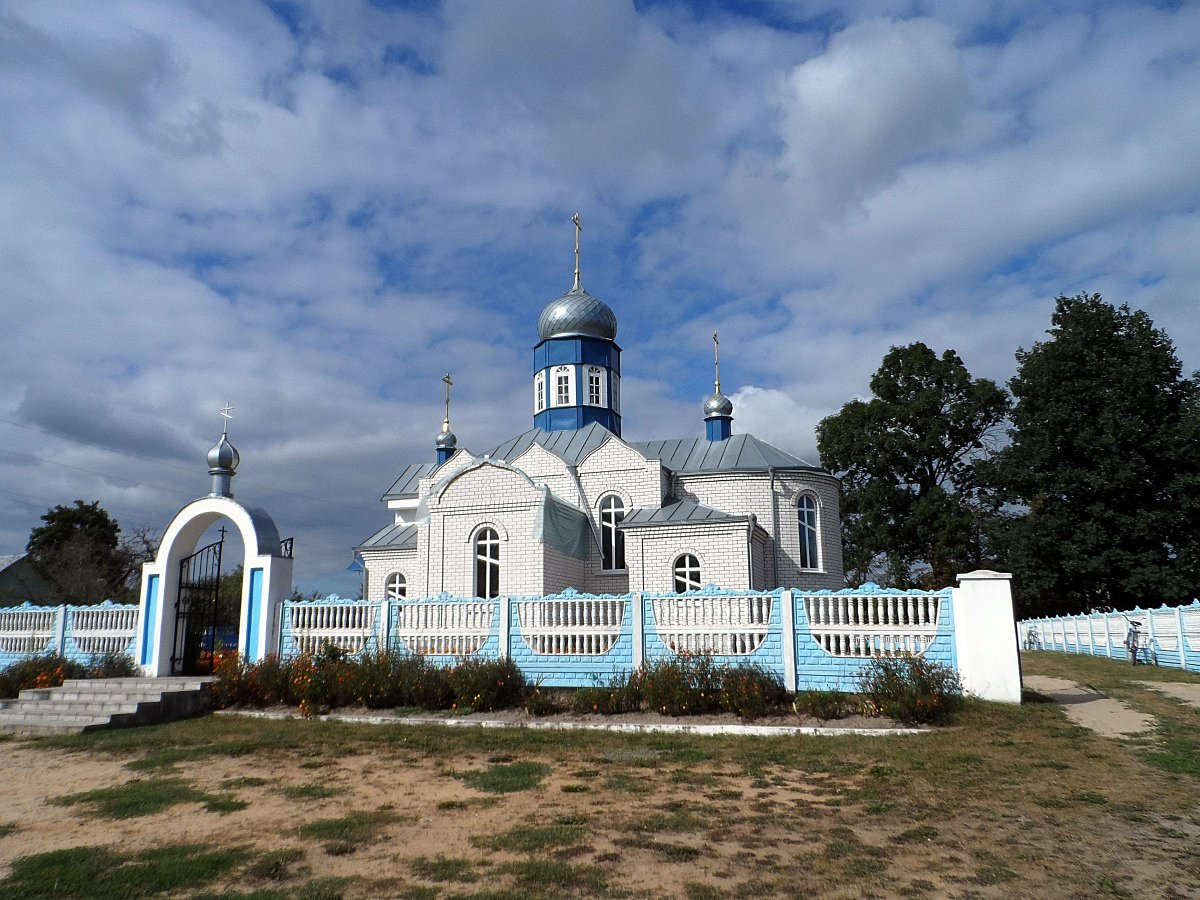
Успенська церква

Снітове (біл. Снітава) — агромістечко в Іванівському районі Брестської області, входить до складу Горбахської сільради, до 2013 року було центром Снітівської сільради. Населення — 677 осіб (2019).

## Географія
Снітове знаходиться за 6 км на південний захід від Іванове. По північній околиці Снітова проходить залізнична магістраль Брест — Пінськ — Гомель, є залізнична платформа. Автомобільні дороги ведуть до Іваново та сусіднього села Вороцевичі, а також до шосе Іваново — Дрогичин. Місцевість відноситься до басейну Дніпра, навколо села мережа меліоративних каналів зі стоком у річку Неслуха.

## Визначні пам'ятки
- Меморіальний камінь Наполеонові Орді. Обеліск на честь художника, що народився в сусідньому селі Вороцевичі, встановлений біля шосе Іваново — Дрогочин[2].
- Успенська церква. Православна церква збудована на початку XXI століття із цегли
- Пам'ятник землякам. Створено в 1967 році на честь 88 односельців, які загинули в роки війни[3].
- Могила жертв фашизму. На схід від села. Поховано 39 мирних жителів, розстріляних фашистами. В 1974 встановлено обеліск[3].

## Відомі уродженці
- Валентин Юшкевич (1936—1996) — протоієрей Скорб'ященської церкви на Великій Ординці, російський художник.